# Holyland-Affäre

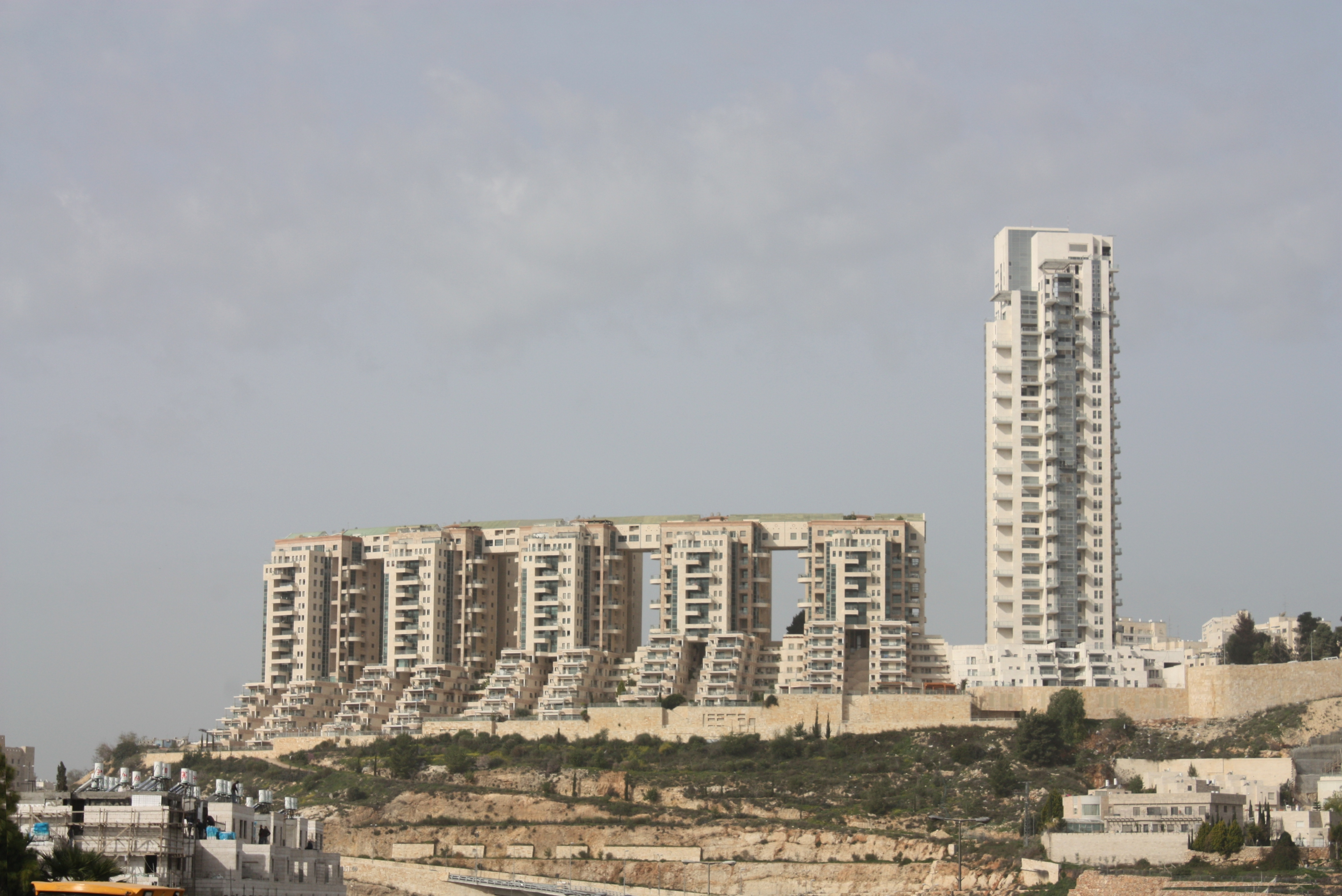
Holyland luxury housing, Jerusalem

Die Holyland-Affäre bezeichnet einen großen Umfang von Korruption um die Wohnanlage Holyland luxury housing von sechs großen Wohntürmen und einem angrenzenden Wohnhochhaus auf einem Hügel im Süden des Viertels Malcha von Jerusalem nahe einer Hochstraße gelegen. An Amtsträger der Stadtverwaltung und anderer Behörden sollen Bestechungsgelder in Höhe von umgerechnet mindestens 15 Millionen US-Dollar gezahlt worden sein. Die Affäre gilt als der größte Bestechungsskandal in der Geschichte des Staates Israel.

## Beginn des Projekts
Erstmals tauchten in Jerusalem im Jahre 1993 die Vorstellungen eines großen Wohnprojekts auf, dessen Bezeichnung von dem Namen des Holyland Hotel abgeleitet wurde. Im Jahre 1994 wurden dann für Jerusalem große Ausbaupläne der Infrastruktur bekannt, als Ehud Olmert schon ein Jahr lang Bürgermeister der Stadt war. Im Jahre 1996 stellte der Stadtbauingenieur Uri Ben-Asher dem städtischen Komitee für Stadtplanung und -entwicklung das Holyland-Projekt vor. Die Anlage sollte für den Tourismus aus einigen Hotels und einer kleinen Anzahl von Einzelhäusern bestehen. Der treibende Geschäftsmann des Projekts war Hillel Charney. Der stellvertretende Bürgermeister Uri Lupolanski leitete als Vorsitzender das städtische Komitees. Der notwendige Baugrund wurde in Absprache mit den Anwohnern von Ramat Sharett in den nächsten Jahren zur Verfügung gestellt.
Im Jahre 2000 konnte man bei dem Projekt noch keine großen Fortschritte sehen. Die Chancen für die Realisierung wuchsen allerdings, weil die Zahl der Touristen wieder anwuchs. Olmert ließ Ben-Asher durch den neuen Stararchitekten Uri Schitrit ablösen. Als im Jahre 2001 die Zweite Intifada kam, wollte Hillel Cherney verschwinden mit leer stehenden Hotels und ohne Investitionsmittel. Doch da stellte Cherney im Jahre 2002 eine neue Konzeption des Projekts vor: keine Hotels mehr und dafür von Luxus geprägte Wohneinrichtungen. Schitrit wandte sich zuerst gegen das neue Konzept, gab aber nach einem Jahr seinen Widerstand auf.

## Hintergründe für die Genehmigungen
Cherney, der in Israel auch das Projekt Manara Cliff bei Kiryat Shmona betrieb, nahm Kontakt zu dem Unternehmer Meir Rabin auf. Rabin stellte die lokalen Beziehungen zu den Amtsträgern her, die für die Baugenehmigungen die Bestechungsgelder erhalten sollten. Die eigentliche Geldübergabe wurde durch den Angestellten Eliyahu Hasson der Holyland-Gesellschaft vollzogen. Die National Fraud Unit stellte in seinem Büro Unterlagen sicher, an wen die Zahlungen gehen sollten.
Weitere Kontakte zur Stadtverwaltung, die auch die Zahlung von Bestechungsgeldern umfassten, stellte der Rechtsanwalt Uri Messer her. Messer ist ein langjähriger Vertrauter und Freund von Ehud Olmert. am 6. April 2010 wurde Messer festgenommen. Am 8. April 2010 war ein weiterer Bekannter von Ehmut Olmert, der Geschäftsmann Avigdor Kelner, festgenommen worden. Gegen ihn wurde der Verdacht erhoben, städtische Beamte bestochen zu haben. In diesem Zusammenhang wurden auch die Büros der Gesellschaft Polar Investments von der Polizei durchsucht, die das Projekt Holyland erworben hatte. Die Gesellschaft wird von Uri Shani geleitet, der früher Chef des Büros des israelischen Ministerpräsidenten Ariel Sharon war.
Die Polizei bezieht ihre Kenntnisse zum Teil von einem Kronzeugen, der immer mehr Einzelheiten und Personen nannte. Dabei flossen nicht nur Bestechungsgelder an die städtischen Bediensteten, um den Baugrund zu vergrößern, sondern auch um die Grundsteuer regelrecht klein zu rechnen. Konkret vergrößerte sich dabei die Baufläche von anfangs 12 000 Quadratmeter auf 320 000 Quadratmeter. Weiterhin reduzierte sich die zu zahlende Grundsteuer von 57 Millionen US-Dollar auf nur 19 Millionen US-Dollar.

## Eine Steuerprüfung ohne Folgen
Die Juristin Edna Arbel war im Jahre 1996 als Staatsanwältin in einer Untersuchung tätig, die das Holyland-Projekt betraf. Yael Shavit war zu dieser Zeit als Ermittler in einer Steuerangelegenheit mit der Untersuchung beschäftigt, die eine Steuerschätzung für das Projekt betraf. Es bestand der Verdacht, dass diese Steuerschätzung nicht untersucht werden sollte.
Shavit hatte bei seinen Untersuchungen festgestellt, dass für das Projekt eine Steuerschätzung in Höhe von 12 Millionen US-Dollar vorlag. Diese Abschätzung kam von der Leitung des Projekts und wurde von der Steuerbehörde akzeptiert. Damit aber bestand der Verdacht, dass diese Schätzung nicht der tatsächlichen Wertsubstanz der Baufläche des Projektes entsprach. Gegen Ende des Jahres 1996 eröffnete Arbel ein Ermittlungsverfahren wegen des Verdachts einer strafbaren Handlung durch den verantwortlichen Steuerbeamten Doron Levy und weitere Steuerbeamte. Einige Monate danach kam es zu einer staatlichen Steuerschätzung von 100 Millionen US-Dollar für die Baufläche des Projektes. Die polizeilichen Untersuchungen in dieser Angelegenheit dauerten noch ein Jahr an, dann wurde das Verfahren gegen Levy und andere eingestellt.
Levy leugnete alle Verdächtigungen gegen ihn und behauptete, die Wertschätzung des Projektes wäre unter den damaligen Bedingungen korrekt gewesen. Arbel wurde inzwischen Richterin am Obersten Gerichtshof. Sie kaufte im Jahre 2002 eine Wohnanlage des Projektes, kurz nachdem der öffentliche Verkauf von Wohneinheiten des Projektes begonnen hatte. Am 12. April 2010 wurde bekannt, dass einer der Polizeibeamten, der an der Ermittlung gegen die Steuerbeamten beteiligt war, mit einer Zahlung von 300.000 US-Dollar wegen der Einstellung der Untersuchung bestochen wurde. Ein Sprecher des Obersten Gerichtshofes äußerte zu diesem Zeitpunkt in der Angelegenheit, dass sich die Richterin Arbel nicht mehr an Einzelheiten des Ermittlungsverfahrens erinnern könnte.

## Ein ehemaliger Bürgermeister von Jerusalem wird festgenommen
Uri Lupolianski war unter dem Bürgermeister Ehud Olmert bis 2003 stellvertretender Bürgermeister, um dann bis 2008 dessen Nachfolger im Amt zu werden. Am 14. April 2010 wurde er festgenommen, weil er verdächtigt wurde, bezüglich des Holyland-Projektes Bestechungsgelder in Höhe von umgerechnet etwa 600 000 Euro bezogen zu haben. Im Jahre 1976 hatte er die Wohltätigkeitsorganisation Jad Sarah (deutsch: Sarahs Hand) gegründet und dabei den Namen seiner Großmutter genommen, die im NS-Massenmord umgekommen war. Diese Organisation hatte im Jahr 2010 etwa 6000 Helfer, die sich um alte und kranke Menschen kümmern. Der Vorwurf lautete, dass Lupolianski über diese Organisation das Bestechungsgeld bezogen haben sollte. Die Organisation wies diese Beschuldigung zurück.
Am 18. April 2010 entließ das Gericht von Rischon LeZion Lupolianski aus der Haft.

## Olmert dementiert die Entgegennahme von Bestechungsgeldern
Am 16. April 2010 gab Olmert in einer Pressekonferenz bekannt, dass der das Holyland-Projekt anfangs unterstützt habe. Aber an den späteren Veränderungen des Projekts habe er nicht mitgewirkt. Diese Veränderungen hätten stattgefunden, als er nicht mehr Bürgermeister von Jerusalem gewesen sei. Er habe auch in diesem Zusammenhang niemals Bestechungsgelder entgegengenommen. Diese Vorwürfe seien Rufmord. Die Polizei stützte sich bei dem Verdacht gegen Olmert auf einen Informanten, der aber nicht genannt wurde. Weiterhin hatte Eliyahu Hasson von Holyland in der Öffentlichkeit Dokumente gezeigt, die mit E.O. gekennzeichnet waren. Als er gefragt wurde, was diese Initialen bedeuten, antwortete er nicht.
Am 18. April 2010 wurde bekannt, dass die ehemalige Leiterin des Büros von Olmert Shula Zaken, sich eventuell als Zeuge der Staatsanwaltschaft gegen Olmert zur Verfügung stellen würde.
Am 30. Mai 2010 wurde Olmert von der Ermittlungskommission in Lod erneut acht Stunden lang verhört. Die Fragen betrafen bezüglich des Holyland-Projekts den Verdacht des Betrugs, der Bestechung, des Vertrauensbruchs und der Geldwäsche. Ihm wurde auch mitgeteilt, dass ein erneutes Verhör in der folgenden Woche stattfinden würde. Im Mai 2014 wurde Olmert deswegen zu sechs Jahren Gefängnis verurteilt. In einem anderen Bestechungsfall wurde er im Mai 2015 zu weiteren acht Monaten Gefängnis verurteilt.

## Ausweitung der Ermittlungen
Die Ermittlungen bezüglich der Holyland-Affäre haben die National Fraud Squad in Israel so stark in Anspruch genommen, dass anderen Ermittlungen vorerst eingestellt werden mussten. Inzwischen wurden 140 Ermittler in der Affäre eingesetzt. Die Untersuchungsdauer wurde um sechs Wochen ausgedehnt. Diese Entscheidung traf der leitende Staatsanwalt Moshe Lador und der Chef der Ermittlungsabteilung der Polizei Yoav Segalovich. Inzwischen wurde auch ein Stadtrat von Jerusalem, der der Schas-Partei angehört, festgenommen.

## Weitere Festnahmen nach dringendem Verdacht
Am 21. und 22. April 2010 wurden weitere Verdächtige festgenommen. Am 21. April ist der Chef der größten Bank in Israel – der Bank Hapoalim – Dan Dankner festgenommen worden. Dankner wurde verdächtigt, Bestechungsgelder bei einem Landverkauf zwischen der israelischen Salzindustrie und dem Staat gezahlt zu haben. Der andere Festgenommene war früher Direktor der israelischen Landverwaltung Ya'akov Efrati. Ihm wurde vorgeworfen, Bestechungsgelder angenommen zu haben.
Am 22. April wurden Yehoshua Pollack und Eli Simchayof festgenommen, die beide früher stellvertretende Bürgermeister von Jerusalem waren. Nach Angaben der Polizei waren die beiden die Schlüsselfiguren in der Affäre. Pollack war die rechte Hand des Bürgermeisters von Jerusalem Uri Lupolianski. Er soll nicht nur Bestechungsgelder angenommen haben, sondern auch an der Geldwäsche, an der Herstellung der Kontakte und der kriminellen Konspiration beteiligt gewesen zu sein.

## Zahlreiche Korruptionsvorwürfe an Meir Rabin
Meir Rabin befand sich Ende April 2010 in Untersuchungshaft, die um weitere sechs Tage verlängert wurde. Inzwischen gab am 28. April 2010 die Polizei bekannt, dass Rabin verdächtigt würde, in achtzehn Korruptionsfälle verwickelt zu sein. Allerdings würden sich davon nur vier oder fünf auf Fälle mit Immobilien beziehen.
Ein Anwalt Rabins gab daraufhin bekannt, dass die Polizei seinen Mandanten unter Druck setzen würde, damit dieser sich als Zeuge der Staatsanwaltschaft in der Holyland-Affäre zur Verfügung stellen sollte. In diesem Zusammenhang erwähnte auch der Anwalt den Namen des Außenministers Avigdor Lieberman. Die Polizei hätte Rabin nach Geldzahlungen an Lieberman befragt. Weiterhin, so die Anwältin Giora Zilberstein, wäre Rabin nach Geldzahlungen an die Ministerin ohne Geschäftsbereich Ruhama Avraham Balila, den früheren Minister der Likud-Partei Dan Nave und den Führer der Schas-Partei Rabbi Ovadia Josef befragt worden.
Die Anwältin Zilberstein entgegnete auf diese Aussagen, dass diese Zahlungen nicht im Zusammenhang mit der Holyland-Affäre stehen würden. Die Genannten wiesen jeden Kontakt mit Rabin zurück. Die Polizei wies darauf hin, dass der Anwalt Rabins für die Nennung der Namen allein die Verantwortung tragen würde. In den Aussagen der Polizei über die Vernehmung Rabins in der Untersuchungshaft wären die Namen nicht genannt worden.

## Shula Zaken unter Korruptionsverdacht
Die Polizei verdächtigte Shula Zaken, die frühere Chefin des Büros von Ehud Olmert, umgerechnet mehr als 270.000 US-Dollar Bestechungsgeld an Olmert gezahlt zu haben. Sie selber habe auch Bestechungsgelder entgegengenommen, um das Holyland-Projekt zu befürworten. Weiterhin teilte die Polizei am 2. Mai 2010 dem Magistratsgericht von Rischon LeZion mit, dass Zaken Juwelen im Wert von umgerechnet 2.690 US-Dollar und ein Gemälde im Wert von umgerechnet 1 345 US-Dollar erhalten habe. Weiterhin wurde ihre Untersuchungshaft um weitere zehn Tage verlängert.
Gegen sie wurde auch der Vorwurf erhoben, den Stadtarchitekten Uri Shetrit bestochen zu haben. Die Polizei verdächtigte sie auch, die Ermittlungen in der Affäre behindert zu haben. Sie habe sich an den Geschäftsmann Shmuel Dechner gewandt und ihn gebeten, der Polizei nichts über seine Beziehungen zu Olmerts Anwalt Uri Messer zu berichten. Weiterhin soll sie ihn gebeten haben, nichts über die Hinweise auf eine Beteiligung Olmerts in der Korruptionsaffäre auszusagen.
Vertreter der Ermittlungsbehörde brachten gegen Zaken den Verdacht vor, wertvolle Möbel und Zahlungen an Mitglieder ihrer Familie erhalten zu haben. Dabei konnte sie sich nicht erinnern, auf welche Weise die Gelder gezahlt wurden und von wem sie kamen. Allerdings gaben die Ermittler an, einige Quellen der Zahlungen nachweisen zu können. Ihr Anwalt Micha Fettman lehnte jede Stellungnahme zu diesen Vorwürfen ab.

## Demonstration gegen die Holyland-Bebauung
Am 15. Juli 2010 fand eine Demonstration gegen die Planung der Holyland-Bebauung im Süden von Jerusalem an der Grenze zum Holyland-Komplex statt. Hunderte von Demonstranten folgten dem Aufruf der Society for the Protection of Nature Israel (SPNI) und der Responsible Planning Coalition unter dem Motto Nein zum Holyland-Staat. Demonstranten der SPNI waren mit sieben Bussen aus verschiedenen Teilen des Landes zur Demonstration gekommen. 
Unter den Rednern auf der Kundgebung waren der frühere Innenminister Meir Schitrit, der Vertreter der Arbeiterpartei Eitan Cabel, der Vertreter der Nationalunion Arye Eldad, der Vertreter der Partei Chadasch Dov Henin, der Stellvertreter des Bürgermeisters von Jerusalem Naomi Tzur und der Direktor des Umweltschutzes der SPNI Nir Papai.
Die Demonstranten trugen Schilder mit den Losungen Trennt die Planung und Genehmigung, Stoppt die Korruption und Lebensqualität nicht nur für die Reichen- Nach der Demonstration unterzeichneten 32 Vertreter von verschiedenen Organisationen eine Petition an den Premierminister Binyamin Netanyahu zur Reform des Planungsrechts. Allerdings hatte das Kabinett der Regierung Anfang Juli jede Veränderung des Planungsrechts abgelehnt.